# Saltos ornamentais no Campeonato Mundial de Esportes Aquáticos de 2017 - Plataforma 10 m individual feminino
A prova de plataforma 10 m individual feminino dos saltos ornamentais no Campeonato Mundial de Esportes Aquáticos de 2017 foi realizada entre os dias 18 de julho e 19 de julho, em Budapeste, Hungria.

## Calendário
| Fase              | Data        | Hora  |
| ----------------- | ----------- | ----- |
| Rodada preliminar | 18 de julho | 10:00 |
| Semifinal         | 18 de julho | 15:30 |
| Final             | 19 de julho | 18:30 |

## Medalhistas
| Ouro                   | Prata          | Bronze         |
| Cheong Jun Hoong (MAS) | Si Yajie (CHN) | Ren Qian (CHN) |

## Resultados
Esses foram os resultados da competição.
| Pos.              | Saltadora            | Nacionalidade   | Preliminar | Preliminar | Semifinal   | Semifinal   | Final       | Final       |
| Pos.              | Saltadora            | Nacionalidade   | Pontos     | Pos.       | Pontos      | Pos.        | Pontos      | Pos.        |
| ----------------- | -------------------- | --------------- | ---------- | ---------- | ----------- | ----------- | ----------- | ----------- |
| Medalha de ouro   | Cheong Jun Hoong     | Malásia         | 316.70     | 9          | 325.50      | 7           | 397.50      | 1           |
| Medalha de prata  | Si Yajie             | China           | 359.25     | 3          | 382.80      | 1           | 396.00      | 2           |
| Medalha de bronze | Ren Qian             | China           | 376.65     | 1          | 367.50      | 2           | 391.95      | 3           |
| 4                 | Kim Mi-rae           | Coreia do Norte | 335.25     | 6          | 346.00      | 5           | 385.55      | 4           |
| 5                 | Melissa Wu           | Austrália       | 360.30     | 2          | 318.70      | 11          | 370.20      | 5           |
| 6                 | Kim Kuk-hyang        | Coreia do Norte | 351.20     | 4          | 360.85      | 3           | 360.00      | 6           |
| 7                 | Minami Itahashi      | Japão           | 304.00     | 15         | 313.70      | 12          | 357.85      | 7           |
| 8                 | Meaghan Benfeito     | Canadá          | 339.75     | 5          | 355.15      | 4           | 331.40      | 8           |
| 9                 | Pandelela Rinong     | Malásia         | 306.00     | 13         | 322.75      | 8           | 322.40      | 9           |
| 10                | Olivia Chamandy      | Canadá          | 299.10     | 17         | 320.55      | 10          | 307.15      | 10          |
| 11                | Jessica Parratto     | Estados Unidos  | 306.85     | 12         | 322.75      | 8           | 302.35      | 11          |
| 12                | Carolina Murillo     | Colômbia        | 321.55     | 7          | 325.75      | 6           | 283.35      | 12          |
| 13                | Maria Kurjo          | Alemanha        | 304.50     | 14         | 306.30      | 13          | Não avançou | Não avançou |
| 14                | Christina Wassen     | Alemanha        | 303.25     | 16         | 299.40      | 14          | Não avançou | Não avançou |
| 15                | Gabriela Agúndez     | México          | 310.95     | 11         | 297.35      | 15          | Não avançou | Não avançou |
| 16                | Robyn Birch          | Reino Unido     | 311.60     | 10         | 294.00      | 16          | Não avançou | Não avançou |
| 17                | Cho Eun-bi           | Coreia do Sul   | 297.95     | 18         | 292.10      | 17          | Não avançou | Não avançou |
| 18                | Taneka Kovchenko     | Austrália       | 318.50     | 8          | 282.45      | 18          | Não avançou | Não avançou |
| 19                | Laura Marino         | França          | 291.90     | 19         | Não avançou | Não avançou | Não avançou | Não avançou |
| 20                | Anna Chuinyshena     | Rússia          | 287.05     | 20         | Não avançou | Não avançou | Não avançou | Não avançou |
| 21                | Celine van Duijn     | Países Baixos   | 285.10     | 21         | Não avançou | Não avançou | Não avançou | Não avançou |
| 22                | Yulia Timoshinina    | Rússia          | 281.75     | 22         | Não avançou | Não avançou | Não avançou | Não avançou |
| 23                | Lois Toulson         | Reino Unido     | 278.60     | 23         | Não avançou | Não avançou | Não avançou | Não avançou |
| 24                | Nana Sasaki          | Japão           | 274.80     | 24         | Não avançou | Não avançou | Não avançou | Não avançou |
| 25                | Tuti García          | Cuba            | 272.60     | 25         | Não avançou | Não avançou | Não avançou | Não avançou |
| 26                | Sofiia Lyskun        | Ucrânia         | 270.45     | 26         | Não avançou | Não avançou | Não avançou | Não avançou |
| 27                | Delaney Schnell      | Estados Unidos  | 268.05     | 27         | Não avançou | Não avançou | Não avançou | Não avançou |
| 28                | Villő Kormos         | Hungria         | 265.15     | 28         | Não avançou | Não avançou | Não avançou | Não avançou |
| 29                | Giovanna Pedroso     | Brasil          | 258.40     | 29         | Não avançou | Não avançou | Não avançou | Não avançou |
| 30                | Ganna Krasnoshlyk    | Ucrânia         | 253.50     | 30         | Não avançou | Não avançou | Não avançou | Não avançou |
| 31                | María Betancourt     | Venezuela       | 247.85     | 31         | Não avançou | Não avançou | Não avançou | Não avançou |
| 32                | Montserrat Gutiérrez | México          | 247.05     | 32         | Não avançou | Não avançou | Não avançou | Não avançou |
| 33                | Kim Su-ji            | Coreia do Sul   | 242.10     | 33         | Não avançou | Não avançou | Não avançou | Não avançou |
| 34                | Lim Shen-Yan Freida  | Singapura       | 237.10     | 34         | Não avançou | Não avançou | Não avançou | Não avançou |
| 35                | Jaimee Gundry        | África do Sul   | 230.60     | 35         | Não avançou | Não avançou | Não avançou | Não avançou |
| 36                | Maha Abdelsalam      | Egito           | 229.30     | 36         | Não avançou | Não avançou | Não avançou | Não avançou |
| 37                | Ingrid Oliveira      | Brasil          | 228.00     | 37         | Não avançou | Não avançou | Não avançou | Não avançou |

Legenda
| Recorde mundial       | Recorde mundial (World record)               |                       | Recorde africano                      | Recorde africano (African) |                                           | Q | Classificado por posição (Qualified) |
| Recorde do campeonato | Recorde do campeonato (Championship record)  | Recorde da América    | Recorde da América (Americas)         | q                          | Classificado por melhor tempo (Qualified) |   |                                      |
| Melhor marca do ano   | Melhor marca do ano (World leading)          | Recorde asiático      | Recorde asiático (Asian)              | DNS                        | Não largou (Did not start)                |   |                                      |
| Recorde nacional      | Recorde nacional (National record)           | Recorde europeu       | Recorde europeu (European)            | DNF                        | Não terminou (Did not finish)             |   |                                      |
| Recorde pessoal       | Recorde pessoal do atleta (Personal best)    | Recorde da Oceania    | Recorde da Oceania (Oceania)          | DSQ / DQ                   | Desclassificado (Disqualified)            |   |                                      |
| Recorde da temporada  | Recorde da temporada do atleta (Season best) | Recorde sul-americano | Recorde sul-americano (South America) | NM                         | Sem marca (No mark)                       |   |                                      |